# Blainville-sur-l'Eau
Blainville-sur-l'Eau és un municipi francès situat al departament de Meurthe i Mosel·la i a la regió del Gran Est. L'any 2007 tenia 4.070 habitants.

## Demografia

### Població
El 2007 la població de fet de Blainville-sur-l'Eau era de 4.070 persones. Hi havia 1.604 famílies, de les quals 460 eren unipersonals (197 homes vivint sols i 263 dones vivint soles), 396 parelles sense fills, 547 parelles amb fills i 201 famílies monoparentals amb fills.
La població ha evolucionat segons el següent gràfic:
Habitants censats

### Habitatges
El 2007 hi havia 1.716 habitatges, 1.625 eren l'habitatge principal de la família, 15 eren segones residències i 76 estaven desocupats. 1.221 eren cases i 488 eren apartaments. Dels 1.625 habitatges principals, 894 estaven ocupats pels seus propietaris, 700 estaven llogats i ocupats pels llogaters i 31 estaven cedits a títol gratuït; 7 tenien una cambra, 88 en tenien dues, 287 en tenien tres, 516 en tenien quatre i 726 en tenien cinc o més. 1.185 habitatges disposaven pel capbaix d'una plaça de pàrquing. A 792 habitatges hi havia un automòbil i a 521 n'hi havia dos o més.

### Piràmide de població
La piràmide de població per edats i sexe el 2009 era:
| Homes | Edats   | Dones |
| ----- | ------- | ----- |
| 0     | 95 o +  | 4     |
| 0     | 90 a 94 | 12    |
| 12    | 85 a 89 | 60    |
| 28    | 80 a 84 | 48    |
| 40    | 75 a 79 | 104   |
| 72    | 70 a 74 | 80    |
| 116   | 65 a 69 | 108   |
| 80    | 60 a 64 | 108   |
| 88    | 55 a 59 | 80    |
| 112   | 50 a 54 | 136   |
| 120   | 45 a 49 | 84    |
| 136   | 40 a 44 | 128   |
| 128   | 35 a 39 | 136   |
| 148   | 30 a 34 | 148   |
| 128   | 25 a 29 | 124   |
| 96    | 20 a 24 | 80    |
| 120   | 15 a 19 | 120   |
| 188   | 10 a 14 | 120   |
| 124   | 5 a 9   | 140   |
| 108   | 0 a 4   | 108   |

## Economia
El 2007 la població en edat de treballar era de 2.528 persones, 1.819 eren actives i 709 eren inactives. De les 1.819 persones actives 1.606 estaven ocupades (895 homes i 711 dones) i 214 estaven aturades (90 homes i 124 dones). De les 709 persones inactives 204 estaven jubilades, 268 estaven estudiant i 237 estaven classificades com a «altres inactius».

### Ingressos
El 2009 a Blainville-sur-l'Eau hi havia 1.598 unitats fiscals que integraven 4.044 persones, la mediana anual d'ingressos fiscals per persona era de 16.635 €.

### Activitats econòmiques
Dels 121 establiments que hi havia el 2007, 3 eren d'empreses extractives, 3 d'empreses alimentàries, 1 d'una empresa de fabricació de material elèctric, 12 d'empreses de fabricació d'altres productes industrials, 12 d'empreses de construcció, 26 d'empreses de comerç i reparació d'automòbils, 7 d'empreses de transport, 6 d'empreses d'hostatgeria i restauració, 5 d'empreses financeres, 5 d'empreses immobiliàries, 10 d'empreses de serveis, 18 d'entitats de l'administració pública i 13 d'empreses classificades com a «altres activitats de serveis».
Dels 35 establiments de servei als particulars que hi havia el 2009, 1 era una oficina d'administració d'Hisenda pública, 1 gendarmeria, 1 oficina de correu, 3 oficines bancàries, 4 tallers de reparació d'automòbils i de material agrícola, 1 taller d'inspecció tècnica de vehicles, 1 paleta, 3 guixaires pintors, 1 fusteria, 4 lampisteries, 1 electricista, 1 empresa de construcció, 4 perruqueries, 6 restaurants, 1 agència immobiliària i 2 salons de bellesa.
Dels 14 establiments comercials que hi havia el 2009, 2 eren supermercats, 1 una botiga de més de 120 m², 3 fleques, 1 una fleca, 1 una peixateria, 2 botigues de roba, 1 una botiga de roba, 1 una perfumeria i 2 floristeries.
L'any 2000 a Blainville-sur-l'Eau hi havia 11 explotacions agrícoles que ocupaven un total de 355 hectàrees.

## Equipaments sanitaris i escolars
El 2009 hi havia 1 centre de salut i 2 farmàcies.
El 2009 hi havia 2 escoles maternals i 2 escoles elementals. Blainville-sur-l'Eau disposava d'un col·legi d'educació secundària amb 526 alumnes.

## Poblacions més properes
El següent diagrama mostra les poblacions més properes.